# Mark Moses
Mark W. Moses (sinh ngày 25 tháng 2 năm 1958) là một nam diễn viên người Mỹ.